# Basketball Club Žalgiris 2017-2018
Questa voce raccoglie le informazioni riguardanti il Basketball Club Žalgiris nelle competizioni ufficiali della stagione 2017-2018.

## Stagione
La stagione 2017-2018 del Basketball Club Žalgiris è la 25ª nel massimo campionato lituano di pallacanestro, la Lietuvos krepšinio lyga.

## Roster
Aggiornato al 14 luglio 2018.
| Žalgiris Kaunas 2017-18 | Žalgiris Kaunas 2017-18 |
| Giocatori               | Staff tecnico           |
| ----------------------- | ----------------------- |

| N. | Naz.                                         | Ruolo | Nome                 | Anno | Alt.   | Peso   |  |
| -- | -------------------------------------------- | ----- | -------------------- | ---- | ------ | ------ |  |
| 0  | Stati Uniti (bandiera)                       | C     | Brandon Davies       | 1991 | 208 cm | 109 kg |  |
| 1  | Stati Uniti (bandiera) · Bulgaria (bandiera) | P     | Dee Bost             | 1989 | 188 cm | 80 kg  |  |
| 3  | Canada (bandiera) · Slovenia (bandiera)      | G     | Kevin Pangos         | 1993 | 186 cm | 82 kg  |  |
| 6  | Francia (bandiera)                           | AP    | Axel Toupane         | 1992 | 201 cm | 101 kg |  |
| 9  | Slovenia (bandiera)                          | P     | Beno Udrih           | 1982 | 191 cm | 93 kg  |  |
| 13 | Lituania (bandiera)                          | AG    | Paulius Jankūnas (C) | 1984 | 205 cm | 107 kg |  |
| 19 | Lituania (bandiera)                          | C     | Martynas Sajus       | 1996 | 208 cm | 110 kg |  |
| 20 | Lituania (bandiera)                          | AG    | Gytis Masiulis       | 1998 | 206 cm | 99 kg  |  |
| 21 | Lituania (bandiera)                          | G     | Artūras Milaknis     | 1986 | 195 cm | 90 kg  |  |
| 22 | Serbia (bandiera)                            | P     | Vasilije Micić       | 1994 | 196 cm | 92 kg  |  |
| 24 | Lituania (bandiera)                          | GA    | Martynas Arlauskas   | 2000 | 201 cm | 93 kg  |  |
| 30 | Stati Uniti (bandiera)                       | AG    | Aaron White          | 1992 | 206 cm | 104 kg |  |
| 31 | Lituania (bandiera)                          | P     | Rokas Jokubaitis     | 2000 | 193 cm | 84 kg  |  |
| 44 | Lituania (bandiera)                          | C     | Antanas Kavaliauskas | 1984 | 208 cm | 113 kg |  |
| 66 | Lituania (bandiera)                          | PG    | Paulius Valinskas    | 1995 | 191 cm | 85 kg  |  |
| 92 | Lituania (bandiera)                          | AP    | Edgaras Ulanovas     | 1992 | 199 cm | 94 kg  |  |

| Allenatore |
| - Šarūnas Jasikevičius                                                                                               |
| Assistente/i |
| - Evaldas Beržininkaitis - Darius Maskoliūnas - Darius Songaila Legenda - (C) Capitano - (IN) Inattivo - Infortunato |

## Mercato

### Sessione estiva
| Acquisti | Acquisti         | Acquisti             | Acquisti      | Acquisti |
| R.a      | Nome             | da                   | Modalità      |          |
| -------- | ---------------- | -------------------- | ------------- | -------- |
| P        | Dee Bost         | Monaco               | definitivo    |          |
| AP       | Axel Toupane     | N.O. Pelicans        | definitivo    |          |
| C        | Brandon Davies   | Monaco               | definitivo    |          |
| AG       | Aaron White      | Zenit S. Pietroburgo | definitivo    |          |
| P        | Vasilije Micić   | Tofaş Bursa          | definitivo    |          |
| C        | Martynas Sajus   | Starogard Gdański    | fine prestito |          |
| C        | Laurynas Birutis | Prienai              | fine prestito |          |
| AP       | Martynas Pocius  | Murcia               | fine prestito |          |

| Cessioni | Cessioni           | Cessioni          | Cessioni       | Cessioni |
| R.       | Nome               | a                 | Modalità       |          |
| -------- | ------------------ | ----------------- | -------------- | -------- |
| AG       | Isaiah Hartenstein | R.G.V. Vipers     | fine contratto |          |
| AC       | Augusto Lima       | Real Madrid       | fine prestito  |          |
| AG       | Brock Motum        | Anadolu Efes      | fine contratto |          |
| P        | Lukas Lekavičius   | Panathīnaïkos     | fine contratto |          |
| G        | Renaldas Seibutis  | Neptūnas Klaipėda | fine contratto |          |
| P        | Léo Westermann     | CSKA Mosca        | fine contratto |          |
| C        | Robertas Javtokas  |                   | ritirato       |          |
| AP       | Martynas Varnas    | Pieno žvaigždės   | prestito       |          |
| C        | Laurynas Birutis   | Šiauliai          | prestito       |          |
| AP       | Martynas Pocius    |                   | ritirato       |          |

### Dopo l'inizio della stagione
| Acquisti | Acquisti   | Acquisti   | Acquisti         | Acquisti   |
| R.       | Nome       | da         | Data             | Modalità   |
| -------- | ---------- | ---------- | ---------------- | ---------- |
| P        | Beno Udrih | Free agent | 24 dicembre 2017 | definitivo |

| Cessioni | Cessioni | Cessioni   | Cessioni         | Cessioni    |
| R.       | Nome     | a          | Data             | Modalità    |
| -------- | -------- | ---------- | ---------------- | ----------- |
| P        | Dee Bost | Strasburgo | 11 dicembre 2017 | rescissione |